# Odkrycia i badania Afryki
Odkrycia i badania Afryki – odkrycia i badania geograficzne Afryki od czasów starożytnych do XX wieku.

## Odkrycia Afryki w starożytności
Mimo bliskości głównych centrów kulturowych wczesnych cywilizacji śródziemnomorskich, dla kręgu kultury śródziemnomorskiej Afryka pozostała praktycznie niezbadana. Oczywiście znane były obszary dolnego biegu Nilu, tereny potężnego państwa Egiptu, lecz poza ten obszar docierały tylko nieliczne wyprawy.
Najbardziej znana jest wyprawa do Puntu, krainy leżącej na południe od dzisiejszej Somalii, odbyta około 1500 p.n.e. Odbyła się ona na zlecenie egipskiej królowej Hatszepsut. Wyprawa miała znaczenie czysto handlowe, a przedmiotem wymiany była żywica, mirra, kość słoniowa i inne cenne towary. Należy przypuszczać, że podobne wyprawy były podejmowane także i wcześniej. Jest rzeczą sporną, jak daleko docierali egipscy żeglarze. Niektórzy przyjmują, że nawet do wybrzeży południowego Mozambiku, do ujścia rzeki Sabi.
W roku 945 p.n.e. wysłana przez króla Salomona ekspedycja izraelsko-fenicka odkryła krainę Ofir, gdzieś na zachodnich wybrzeżach Afryki. Wyprawa przywiozła stamtąd ponad 200 kilogramów złota, ładunek cennego drzewa sandałowego i drogich kamieni.
Północne wybrzeża Afryki znane były Egipcjanom, odwiedzane były też często przez Fenicjan, którzy jako pierwsi opuścili basen Morza Śródziemnego i odkryli zachodnie wybrzeża Afryki. Około 800 p.n.e. odkryli Maderę i Wyspy Kanaryjskie.
Największą afrykańską wyprawą odkrywczą starożytności było pierwsze opłynięcie Afryki w 595 p.n.e. przez Fenicjan na zlecenie faraona Necho II. Wątpliwe jest, by informacje o tej wyprawie nie dotarły do Ptolemeusza, gdyż pisze o niej Herodot, którego dzieła ten pierwszy znał. Herodot powątpiewał w prawdziwość tego wydarzenia (A opowiadali oni – co mnie nie wydaje się wiarogodne, może jednak komuś innemu – że podczas swej jazdy dokoła Libii mieli słońce po prawej stronie Dzieje IV, 42, tłum. Seweryn Hammer). Kolejne opłynięcie Afryki miało miejsce dopiero w 2100 lat później, a dokonali tego Portugalczycy.
Początkiem greckiej obecności w Afryce była wyprawa Eutymenesa z Massalii, który w roku 530 p.n.e. dotarł do wybrzeży Senegalu na zachodzie. W 525 p.n.e. Kartagińczyk Hannon dotarł do wybrzeży Gwinei. Później, w I wieku p.n.e. dopływali tam także podróżnicy rzymscy. Do czasów nowożytnych zasadniczo nikt nie lądował dalej niż do 10° szerokości geograficznej północnej.
Afryka Północna było stosunkowo lepiej poznana. Za czasów egipskich Ptolemeuszów został zbadany środkowy bieg Nilu, aż do Abisynii, do jeziora Tana, skąd swe źródła bierze Nil Błękitny. Również Rzymianie badali bieg Nilu. W roku 23 p.n.e. Rzymianin Petronius dotarł do ówczesnej stolicy Etiopii Napaty poniżej czwartej katarakty. W czasach Nerona Rzymianie osiągnęli ujście rzeki Bahr al-Ghazal do Nilu.
Sahara stanowiła wyzwanie dla wielu starożytnych podróżników. Dopiero Rzymianie zdołali się zapuścić w głąb pustyni. W roku 20 p.n.e. Cornelius Balbus dotarł do Fezzanu na pograniczu dzisiejszej Libii, Algierii i Nigru. W 42 roku odkryte zostały góry Atlas. W roku 100 Julius Maternus dotarł do jeziora Czad. Poza nielicznymi wyprawami w głąb Sahary Rzymianie zdołali dokładnie poznać i skolonizować zaledwie wąski pas wzdłuż wybrzeży północnej Afryki, tworząc tam cztery prowincje afrykańskie: Mauretania, Numidia, Cyrenajka i Egipt.
Największy geograf starożytności, Ptolemeusz, znał wybrzeża afrykańskie do Zanzibaru (7°S) na wschodzie, posiadał informacje o wielkich jeziorach oraz Górach Księżycowych. Wiadomości te Ptolemeusz zawdzięczał greckim podróżnikom Dioskoresowi i Diogenesowi.

## Odkrycia Afryki w średniowieczu
Aż do późnego średniowiecza Europa straciła wszelkie kontakty z Afryką, nawet tą bliską. Monopol na podróże, głównie po Afryce Północnej, zyskali Arabowie. Począwszy od VII wieku, wraz z niebywałą ekspansją kultury islamu, Arabowie włączyli do swego państwa całą północną Afrykę, aż po Maroko na zachodzie i Sudan na południu. Arabowie w związku z ich kupiecka naturą, a także wymaganiami religijnymi, wiele podróżowali poprzez swe imperium. Pierwszą udokumentowaną podróżą była wyprawa Al-Masudiego, który zwiedził cały świat arabski od Turkiestanu w Azji do Maroka. Mógł dotrzeć także do Zanzibaru. Złotym okresem geografii arabskiej były wieki od XII do XIV. Pierwszym z wielkich geografów arabskich był Al-Idrisi, który wyruszywszy z Maroka dotarł daleko na południe, a potem na podstawie własnych informacji i licznych sprawozdań sporządził mapę świata. W XIV Ibn Battuta dotarł aż do Mali. Przepłynął też z biegiem rzeki Niger aż do Gao. Także Leon Afrykański przewędrował wielkie obszary w dorzeczu Nigru.
Kontakty Europejczyków z Afryką rozpoczęły się za pośrednictwem włoskich republik kupieckich, głównie Wenecji i Genui. Kompanie wywodzące się z tych republik utrzymywały rozwinięte kontakty z Arabami. Od nich do Europy dotarły informacje o północnej części Afryki. Pierwszymi zaś Europejczykami, którzy podążyli je weryfikować byli Angelo Dolaroto w latach 1325–1329 i Fra Mauro w 1459. Podróżowali oni w Afryce Północnej pomiędzy Senegalem a Nigrem. Nie dodali jednak niczego do wiedzy arabskiej. Powielili także jej błędy. Na przykład utrzymywało się przekonanie, że Nil i Niger są jedną i tą sama rzeką. Do innych europejskich wypraw kupieckich do północnej Afryki należały także: 1447 Wenecjanin Malfonte dotarł do oazy Taut; w 1469 Genueńczyk Benedetto Dei dotarł do Timbuktu nad Nigrem; w 1483 do Timbuktu dotarło pierwsze poselstwo portugalskie. Genueńczycy, także jako pierwsi Europejczycy, przekroczyli Morze Śródziemne i zaczęli pływać wzdłuż brzegów północno-zachodniej Afryki. W 1312 Lanzarote ponownie odkrył Wyspy Kanaryjskie, a w 1345 odkryto Maderę.
W XV wieku Portugalczycy włączyli się do żeglugi afrykańskiej. Od kiedy w 1415 zdobyli marokański port Ceutę, posiadali dogodny przyczółek do dalszej ekspansji. Rozpoczęła się ona wraz z panowaniem Henryka Żeglarza. Mimo wysiłków, postęp w odkrywaniu zachodniego wybrzeża był bardzo powolny, a to ze względu na bariery psychologiczne. Dopiero w 1441 Nuno Tristão i Antao Goncalvez osiągnęli Przylądek Biały (Ras Nawazibu). W 1445 Lanzorate dotarł do ujścia Senegalu oraz wkrótce po nim Luigi Cadamasto i Antonio de Noli odkryli Wyspy Zielonego Przylądka. W 1483 Diogo Cão dotarł do ujścia Kongo, a w 1485 do Przylądka Cross. W końcu w 1488 Bartolomeu Dias osiągnął południowy przylądek Afryki – Przylądek Dobrej Nadziei. Wszystkie te podróże umożliwiły ostateczne opłynięcie Afryki przez Vasco da Gama w 1497. Wydarzenie to nie tylko otwarło nowy rozdział w eksploracji Afryki i świata, lecz także zapoczątkowało nową epokę dla cywilizacji europejskiej.

## Odkrycia Afryki w czasach nowożytnych (do XIX wieku)
Opłynięcie Afryki zamknęło okres odkrywania jej zarysu kontynentalnego. Wybrzeża jej nie budziły jednak wielkiego zainteresowania. Ze strony potęg morskich zwrócone ono było na Azję i Amerykę. Jedynie na zachodnim wybrzeżu państwa europejskie zakładały faktorie handlowe, których celem była wymiana towarowa z tubylcami. Jej przedmiotem były kość słoniowa, złoto i niewolnicy. Najwięcej faktorii powstało u wybrzeża Gwinei. Aktywni byli tam Portugalczycy, Anglicy, Holendrzy, Francuzi, a także Szwedzi i Brandenburczycy. W Gwinei, jak w soczewce skupiły się konflikty dzielące ówczesną Europę. Z czasem faktorie zaczęły powstawać i na innych wybrzeżach. W 1627 Francuzi założyli je nad dolnym Senegalem, a w 1650 Holendrzy w Afryce Południowej (tzw. Kolonia Przylądkowa). Istnienie tych kilku punktów na wybrzeżu opanowanych przez Europejczyków nie oznacza, że dokonano jakichkolwiek, znaczących odkryć geograficznych. Wyprawy w głąb lądu były sporadyczne i nie wnosiły wiele do wiedzy geograficznej. Francuzi, którzy opanowali dolny bieg Senegalu, być może dotarli do Timbuktu. Dokonano kilku wypraw w górę Nilu (np. jezuici Paez i Lobo). W latach 1749–1772 w dorzeczu rzeki Gambii przebywał botanik Michel Adanson. W latach 1768–1772 James Bruce badał Namibię, Abisynię oraz górny bieg Nilu Błękitnego. W Kraju Przylądkowym podróżował Peter Kolb oraz Szwedzi Anders Sparrman i Peter Thunberg. W latach 1772–1775 François Levaillant badał tereny nad rzeką Oranje. W tamtych rejonach  przebywał także John Barrow, autor pierwszego opisu geografii Afryki Południowej. W 1761 badania Egiptu rozpoczyna Karsten Niebuhr. W tym czasie powstają pierwsze krytyczne mapy Afryki. Wszystkie te epizody odkrywcze i badawcze zaledwie uchyliły rąbka tajemnic skrywanych przez Afrykę.

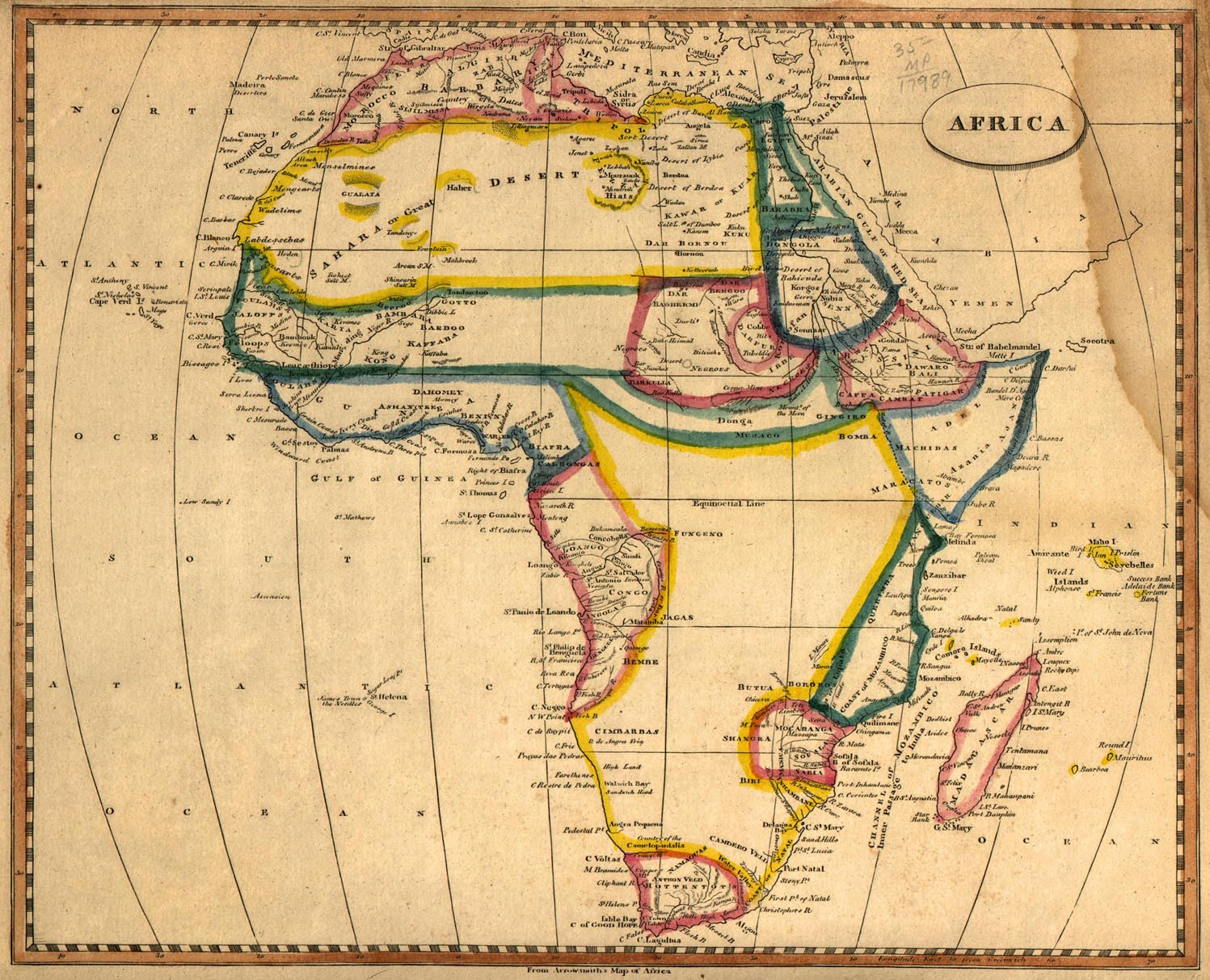
Mapa Afryki z 1812

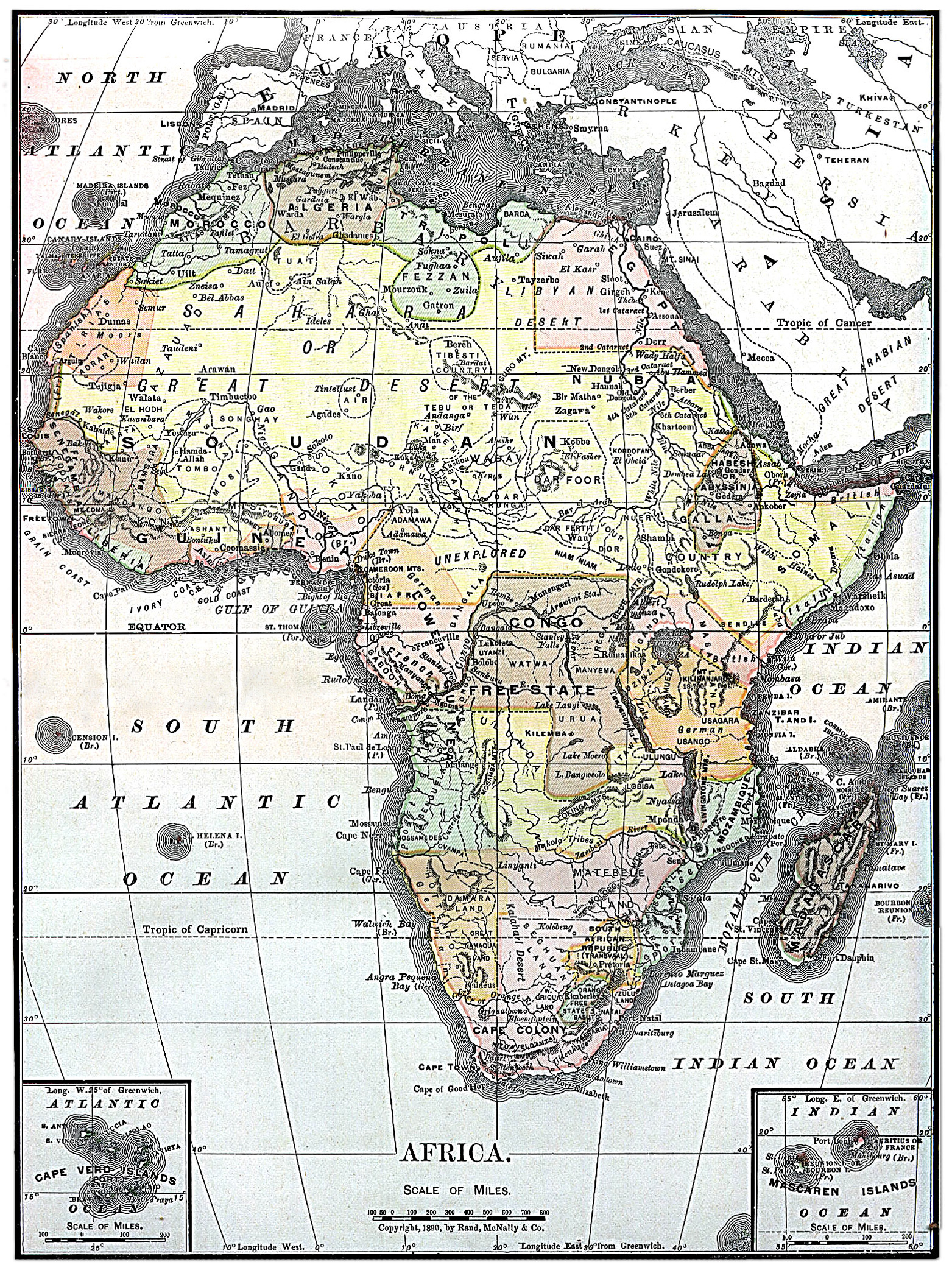
Mapa Afryki z 1890

Rokiem przełomowym w historii odkryć geograficznych Afryki był 1788. Wtedy to w Londynie założono African Association – towarzystwo popierające badania Afryki. Celem towarzystwa były badania geograficzne, przyrodnicze, geologiczne i etnograficzne, mające umożliwić brytyjską ekspansję handlową. Towarzystwo prowadziło planową działalność badawczą, organizując i sponsorując liczne wyprawy badawcze w głąb Afryki. Podobne organizacje powstały w innych krajach. W 1821 założono francuskie Societe de Geographie oraz w 1878 Afrikanische Gesellschaft. Mimo to aż do początków XX wieku duża część obszarów Afryki pozostawała nieznana (jeszcze w 1830 roku mapy Czarnego Kontynentu składały się głównie z ,,białych plam”), a ich mieszkańcy nie mieli styczności z Europejczykami.
Wyprawy, starannie planowane, prowadzone przez przygotowanych do tego przyrodników, wyposażone w najnowsze zdobycze techniki, w ciągu stu lat dokonały systematycznego dzieła odkrywczego. Od początku założono też pewne działania badawcze, które były realizowane z wielką konsekwencją.

## Zagadnienie Nigru
Pierwszym zagadnieniem wyznaczonym przez Towarzystwo Afrykańskie była zagadka Nigru. Wcześniej sądzono, że ta rzeka jest odnogą Nilu. Według innych koncepcji uważano, że posiada wspólne źródło z Gambią lub Senegalem). Badaniami biegu Nigru oraz poszukiwaniami jej źródeł zajęło się szereg wypraw:
- 1795 Mungo Park zbadał dolny bieg rzeki konkludując, że nie ma ona połączenia ani z Gambią, ani z Senegalem.
- 1797–1800 Friedrich Conrad Hornemann w swej tragicznie zakończonej wyprawie przedarł się z Egiptu nad jezioro Czad.
- 1822 pierwsza ekspedycja Hugh Clappertona dotarła do jeziora Czad, a następnie do rzeki Niger i daleko do jej górnego biegu.
- 1825 pierwsza ekspedycja Hugh Clappertona od ujścia rzeki w górę biegu. W ten sposób została poznana większość biegu rzeki.
- 1826 Alexander Gordon Laing dociera do Timbuktu od północy.
- 1828 René Caillé osiąga Timbuktu od zachodu.
- 1879 Marius Moustier odkrywa źródła rzeki w masywie Futa Dżalon.

## Zagadnienie Nilu, Abisynii i wielkich jezior Afryki Środkowej

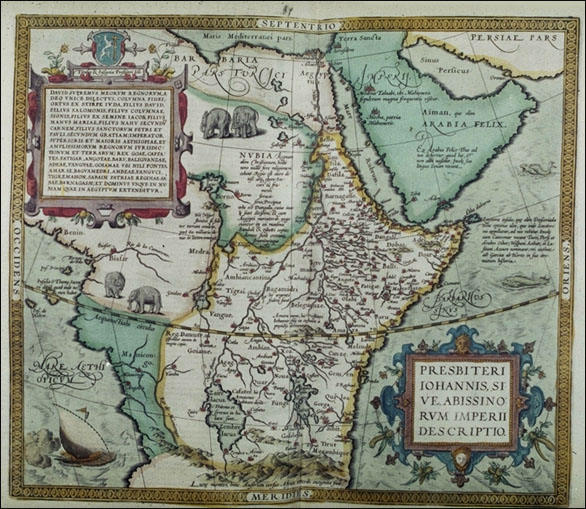
Mapa Abisynii 1584

Dolny bieg Nilu znany był już w starożytności. Dalszy jego bieg poznano w XVIII wieku. Pełne badania tej najdłuższej rzeki świata rozpoczęto na zlecenie Brytyjskiego Towarzystwa Afrykańskiego w 1820. Celem ekspedycji było znalezienie źródeł Nilu Białego oraz Gór Księżycowych, o których wspominał Ptolemeusz. Największą przeszkodą dla europejskich badaczy były agresywne plemiona tubylcze zamieszkujące Sudan. Mimo tej przeszkody badania zaczęły się posuwać. W latach 1793–1796 William George Browne jako pierwszy Europejczyk dotarł do Darfuru. W 1813–1814 Johann Ludwig Burckhardt przebywał w Nubii.
Od 1827 rozpoczęły się właściwe badania Nilu Białego – w jego górę udało się szereg wypraw:
- 1827 Adalphe Liant dotarł w górę Nilu Białego do szerokości 13°30'N 132 km powyżej Chartumu.
- 1839–1841 – trzy egipskie ekspedycje pod wodzą Muhammada Alego. Ostatnia ekspedycja sięga Gondokoro.
- 1850 katolickie i protestanckie misje powstające w Sudanie przekazują do Europy informacje o wielkich jeziorach.
- 1858 John Hanning Speke i Richard Francis Burton odkrywają jezioro Tanganika i Jezioro Wiktorii ustalając zarazem, że Nil bierze swe źródła z tego drugiego.
- 1859 David Livingstone odkrywa jezioro Niasa.
- 1860–1863 Speke odnalazł także wpływ do Jeziora Wiktorii, który uznano za kontynuację i źródło Nilu.
- 1864 Samuel Baker odkrywa Jezioro Alberta, przez które także przepływa Nil.
- 1864 Ignacy Żagiell dociera do Jeziora Wiktorii.
- 1865 G. Gordon odkrywa odcinek Nilu pomiędzy Jeziorem Wiktorii a Jeziorem Alberta.
- 1871–1872 Charles Challe-Long bada bieg Nilu pomiędzy jeziorami Alberta i Wiktorii okrywając Jezioro Kioga.
- 1874–1875 Charles Watson bada odcinek rzeki pomiędzy Gondokoro a Jeziorem Alberta.
- 1874–1875 Henry Morton Stanley objeżdża Jezioro Wiktorii i odkrywa Jezioro Edwarda. Odkrywa także rzekę Kagera, którą nazywa Nilem Aleksandryjskim.
- 1876 Romolo Gessi Pasza opływa Jezioro Alberta i odnajduje wpływ Nilu. Odkrywa rzekę Semliki.
- 1876 G. Gordon bada odcinek rzeki pomiędzy Wodospadem Murchisona a Karuma.
- 1888 Henry Morton Stanley dociera do podnóża Gór Księżycowych. Odkrywa też górny bieg rzeki Semliki. Przeprowadza badania doliny Sobat.
- 1891–1898 Oscar Baumann, Richard Kandt, Lionel Decle i inni badają poszczególne dopływy Nilu.

Podobnie były odkrywane wschodnie dopływy Nilu:
- 1861–1863 Theodor von Heuglin objechał Krainę Galla w Abisynii oraz część niecki Bahr al-Ghazal
- 1869–1871 Georg Schweinfurth zbadał cały bieg Bahr al-Ghazal, prowadząc jednocześnie badania etnograficzne.
- 1876–1886 Wilhelm Junker prowadzi badania w dorzeczu wschodniego Nilu.
- 1876–1889 Emin Pasza prowadzi badania w dorzeczu wschodniego Nilu.

Do roku 1900 znany jest już praktycznie cały bieg Nilu oraz praktycznie wszystkie jeziora leżące w jego biegu. Szczegółowe badania topograficzne prowadzone są w pierwszych dekadach XX wieku. I tak w latach 1900–1901 pułkownik C. Delmé-Radcliffe przeprowadził dokładne pomiary topograficzne pomiędzy Jeziorem Alberta a Gondokoro i następnie w biegu Kagery od 30°E do jej ujścia w 1903. W okresie 1907–1908 C.E. Fishbourne przeprowadził pomiary Kioga.
Wielu podróżników przy okazji badań wschodnich dopływów Nilu badało obszary Etiopii, wtedy jeszcze zwanej Abisynią. W latach 1840–1848 misjonarz Charles T. Beke zwiedził krainy Szoa i Godżam. W latach 1837–1848 bracia Antoine i Arnaud d’Abbadie dotarli do krain Enarea i Kaffa. W 1864 podróżował po Abisynii Ignacy Żagiell. W latach 1876–1881 całą krainę przewędrował, a w szczególności Kaffę, Antonio Cacchi. W latach 1887–1888 Samuel Teleki wyruszając spod góry Kilimandżaro odkrył Jezioro Rudolfa. Wittorio Bottego w czasie ekspedycji z 1885–1897 odkrył jezioro Abbaja. Ostatnim akordem odkryć Abisynii była wyprawa Rudolfa Schottenlohera, który przewędrował cały region, w tym słabo dotychczas znane rejony południowo-wschodniego Rowu Abisyńskiego oraz rzeki Omo.

## Sahara i Sudan
Francuzi rozpoczęli ekspansję na Saharze od północy, na terenie dzisiejszej Algierii i Libii już w początkach XIX wieku. Od 1857 intensywne badania prowadził Henri Duveyrier. W następnych latach także Fernand Foureau od 1876 i Charles de Foucauld od 1883. Anglicy zaniepokojeni tym faktem zorganizowali szereg wypraw, z których pierwszą była wielka ekspedycja Jamesa Richardsona. Otwiera ona okres wielkich podróży po Saharze. W latach 1850–1855 Heinrich Barth przewędrował pustynię w poprzek badając okolice jeziora Czad oraz zachodni Sudan. Dotarł do Timbuktu i rzeki Benue. Wyzwanie okazało się bardzo trudne i wymagające. Wyprawa Eduarda Vogla oraz Moritza Bauermanna zakończyły się tragicznie. Więcej szczęścia miał Gerhard Rohlfs, który badał masyw Atlasu. Alexine Tinne w 1869 badała Algierię i Tunis, lecz jej próba przekroczenia Sahary skończyła się tragicznie. W latach 1869–1874 Gustav Nachtigal odkrył masyw Tibesti, badał okolice jeziora Czad oraz cieszący się złą sławą sułtanat Uadai. W latach 1879–1880 Oskar Lenz przeszedł zachodnią Saharę pomiędzy Nigrem a wybrzeżem zachodnim, przyczyniwszy się do dokładnego poznania regionu. Od 1899 badania Sahary prowadził Jean Tilho. Kulminacją jego tam obecności były lata 1912 do 1917 kiedy objechał
górskie regiony Tibesti, Borku i Ennedi.
Mimo wielkiego zaawansowania badań Sahary w okresie klasycznym, większa jej część ciągle pozostawała nieznana. Dopiero zastosowanie nowoczesnej technologii, pojazdów, a w szczególności ciągników gąsienicowych, a potem samolotów pozwoliło na zbadanie nawet najbardziej niedostępnych obszarów tego regionu Afryki. Pierwszego przekroczenia Sahary ciągnikiem gąsienicowym konstrukcji Citroëna dokonała wyprawa Haardta i Louis Audoin-Dubreuila w latach 1922–1923 na trasie z Tukkurtu, przez Ahaggar do Timbuktu. Intensywne loty badawcze nad Saharą rozpoczęły się dopiero w latach pięćdziesiątych XX wieku.
Jednocześnie z nowoczesnymi technologiami nastąpił powrót do „romantycznej” metody zwiedzania Sahary w postaci turystyki ekstremalnej. Podróżnicy wyposażeni w dokładne mapy i nowoczesny sprzęt komunikacyjny i nawigacyjny są w stanie przekroczyć Saharę w kierunku równoleżnikowym przy użyciu tradycyjnych karawan wielbłądów.

## Zagadnienie Zambezi i Afryki Południowej
Do poznania Afryki Południowej w równej mierze co naukowe ekspedycje przyczyniła się ekspansja osadnicza Burów, tzw. trek. Ci podchodzący z Holandii, Niemiec i Francji protestanccy osadnicy w szybkim tempie zdołali opanować dużą część Afryki Południowej, poczynając od Kraju Przylądkowego po wielkie obszary pomiędzy sprzyjającymi i żyznymi okolicami ekspansji kolonistów a Afryką Środkową, obejmujące dorzecze Zambezi. W celu wypełnienia tej luki w wiedzy geograficznej powołano w 1834 Przylądkowe Towarzystwo do Badań Afryki Środkowej. Największy wkład w poznanie tego regionu wniósł David Livingstone, który lata 1849–1873 niemal wyłącznie poświęcił badaniom Afryki, w tym Południowej i Środkowej. W czasie licznych podróży ustalił bieg Zambezi oraz jako drugi Europejczyk w 1864–1859 przeszedł Afrykę Południową z zachodu na wschód. Wcześniej dokonał tego Portugalczyk Silva Porto w latach 1852–1854. Wyprawa jego nie miała jednak większej wartości naukowej. W latach 1858–1859 Livingstone odkrył jezioro Shirwa i Niasa po czym rozpoczął eksplorację Afryki Równikowej. Badania jego w obszarze Zambezi kontynuował Karol Mauch, podróżujący w latach 1862–1872 po Transwalu oraz Matabele i Muszona. Także Czech Emil Holub badający Beczuanę, Zambezi i Limpopo w latach 1872–1877 oraz Polak Antoni Rehman w 1875–1877 i 1879–1880 wnieśli znaczący wkład w poznanie regionu. W 1874–1876 Paul Pogge wyruszywszy z Angoli dotarł do państwa Lunda. W latach 1877–1889 Serpa Pinto dokonał kolejnego wyczynu przejścia Afryki w poprzek wędrując z zachodu na wschód.
Także i badania południowo-zachodniej Afryki znacznie się posunęły. Zapoczątkował je misjonarz Hugo Hahn w 1841. Jego prace kontynuowali:
- 1896–1899 Siegfried Passarge w Ngami
- 1903–1905 Leonhard Schultze-Jena w kraju Nama i na Kalahari
- 1903–1912 Fritz Jaeger i Leo Weibel.

## Zagadnienie Konga i Afryki Równikowej
Dorzecze Konga najdłużej ze wszystkich regionów Afryki pozostało niezbadane. Chociaż ujście rzeki zostało odkryte już w 1483 przez Diogo Cão to przez następne cztery stulecia nikt tam się nie zapuszczał. Pierwszymi podróżnikami w tym rejonie byli Francuzi, między innymi Paul de Chaillu, który badał dorzecze Gabonu i Ogowe. Pierwszym, który dotarł w dorzecze Konga był David Livingstone, który w latach 1867–1872 odkrył dopływy Konga, rzeki Lualaba i Laupuli, lecz przypuszczał, że należą one do dorzecza Nilu. Dopiero Verney Lovett Cameron w 1875 wykluczył tę możliwość. Ten badacz był też pierwszym Europejczykiem, który przeszedł Afrykę Równikową w poprzek. Dzieło obu podróżników kontynuował Henry Morton Stanley. W latach 1876–1877 przepłynął z biegiem Lualaby i Konga, aż do jego ujścia, rozwiązując jedną z największych zagadek geografii Afryki. Niezwykle istotne były badania Pierre Savorgnan de Brazza, który wyznaczył dział wodny pomiędzy rzekami Gabon, Ogowe i Kongo w czasie swej wyprawy w latach 1876–1877. Istotny wkład w wiedzę na temat regionu mieli Adolf Bastian, Oskar Lenz i inni podróżujący w północnej części dorzecza Kongo w ostatnich dekadach XIX wieku. Ciekawą była wyprawa podjęta w latach 1891–1892 przez Polaka, Benedykta Dybowskiego, który podróżował wzdłuż rzek Ubangi i Szari dotarł aż nad jezioro Czad.
Także i południowa część dorzecza była intensywnie badana. Paul Pogge od 1876 oraz Otto Schuett i Max Buchner od 1878 ustalili zasięg południowego dorzecza Kongo i nawiązali kontakt z państwem Lunda. W latach 1881–1882 i 1886–1885 Hermann von Wissmann dwukrotnie przeszedł Afrykę Równikową w poprzek intensywnie badając dorzecze Kongo i Kasai.
Na przełomie XIX i XX wieku nastąpiły kolejne wyprawy, które także przyczyniły się do poznania całego regionu w ogólnych zarysach:
- 1889 van Gele intensywnie badał dopływy Kongo, Ubangi oraz Uele
- 1898–1900 wyprawa Charlesa Lemaire do południowego działu Kongo
- 1907–1908 Adolf Fryderyk Meklemburski (bierze w niej udział Jan Czekanowski prowadząc badania antropologiczne)

Oddzielnym epizodem są badania Kamerunu. Jednymi z pierwszych prowadzących tam badania są Polacy Stefan Szolc-Rogoziński, Leopold Janikowski i Klemens Tomczek w latach 1882–1884. W 1888 Niemiec Eugen Zintgraff wyruszając od wybrzeży Kamerunu przedostaje się do rzeki Benue. W latach 1893–1894 Siegried Passarge podróżuje po dorzeczu Benue i wyżynie Adamawa. Badania nad regionem kontynuują Kurt Hassert i Marie Paulin Thorbecke na północnym zachodzie w 1908 oraz sama Thorbecke w 1911–1913 w środkowym Kamerunie.

## Afryka Wschodnia

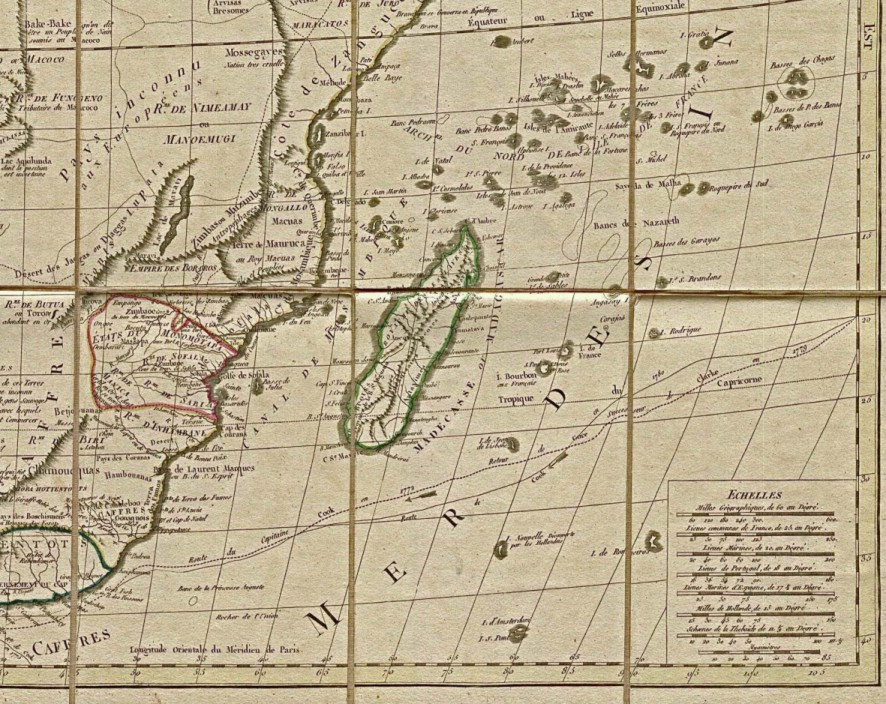
Mapa Afryki wschodniej z 1829

Obszar Afryki Wschodniej na południe od dorzecza Nilu i Sahary, wschód od dorzecza Kongo i na północ od Kraju Przylądkowego, początkowo nie wzbudzał większego zainteresowania. Dopiero potem zwrócono uwagę na specyficzne cechy tego terenu – wysokie pasma górskie, rowy tektoniczne, wulkany i wielkie jeziora.
Masyw Kilimandżaro odkryty został w roku 1848 przez misjonarza Krapfa. Pierwszą nieudaną próbę zdobycia Kilimandżaro podjął Karl Klaus von Decken w 1862. Szczyt zdobył inny Niemiec, Hans Meyer, w 1889. Innymi, którzy badali ten region Afryki byli:
- 1864–1865 Karl Klaus von Decken – Somalię
- 1885 Philip Victor Paulitschke – kraj Botte
- 1904–1908 Hans Meyer – obszar wielkich jezior i wulkanów środkowej części regionu.
- 1909–1910 Antoni Jakubski – badania zoologiczne.

## Madagaskar
Madagaskar, największa wyspa Afryki, została odkryta w 1504 przez Portugalczyków. Od tego czasu budziła tylko niewielkie zainteresowanie. Sporadycznie odwiedzali ją Francuzi. W 1648 Étienne de Flacourt zorganizował pierwszą większą wyprawę badającą wyspę. Bardziej intensywne badania rozpoczęły się po założeniu w 1664 francuskiej Kompanii Indii Wschodnich, do której włączono także Madagaskar i sąsiednie wyspy, obdarzone wspólną nazwą France Orientale. W latach 1773–1786 na wyspie przebywał Maurycy Beniowski. Systematyczne badania wyspy rozpoczął Alfred Grandidier w szeregu wypraw w latach 1865–1870. Po objęciu wyspy francuską administracją kontynuowano szczegółowe badania.

## Współczesne badania Afryki
W XX wieku nie zostało już wiele białych plam na mapie Afryki. Szybko też je wypełniono, stosując technologię lotniczą. Badania kontynentu skupiły się na szczegółowych zadaniach, takich jak: dokładne pomiary topograficzne i hydrologiczne oraz przede wszystkim geologiczne. W okresie postkolonialnym badania takie były kontynuowane (z różnym zaangażowaniem) przez lokalne administracje lub zlecane koncernom międzynarodowym.